# 嶺澳原子力発電所
嶺澳原子力発電所(中国語: 岭澳核电站)は中華人民共和国広東省深圳市竜崗区の大鵬半島にある原子力発電所。香港の北60km、大亜湾原子力発電所の北1kmほどの位置に所在する。中国広核集団が運用しており、所内の原子炉はフェイズIとフェイズIIの2箇所に分けられている。
フェイズIではフランスの出力900MWe級、3冷却環設計の原子炉を基礎にして出力938MWeの原子炉2基が製造され、2002年と2003年にそれぞれ運用を始めた。
フェイズIIではフランスの設計を元としてCPR-1000原子炉が開発され、II-1とII-2の2基がアレバとともに建設が開始された。嶺澳II-1は中国で初の国産CPR-1000原子炉で、2010年6月11日に臨界試験が行われ、2010年7月15日に送電網に接続された。II-1の商業運転は2010年9月27日に始められた。
II-2は2011年5月3日に送電網に同期し、2011年8月7日に商業運転を始めた。

## 原子炉
| 原子炉       | 原子炉形式     | 正味発電量(MW) | 総発電量(MW) | 建設開始       | 送電開始       | 商業運転      | 運転終了     |
| ------------ | -------------- | -------------- | ------------ | -------------- | -------------- | ------------- | ------------ |
| 1号機 (I-1)  | 加圧水型軽水炉 | 938            | 990          | 1997年5月15日  | 2002年2月26日  | 2002年5月28日 | 2042年(計画) |
| 2号機 (I-2)  | 加圧水型軽水炉 | 938            | 990          | 1997年11月28日 | 2002年12月15日 | 2003年1月8日  | 2043年(計画) |
| 3号機 (II-1) | CPR-1000       | 1007           | 1080         | 2005年12月15日 | 2010年7月15日  | 2010年9月15日 |              |
| 4号機 (II-2) | CPR-1000       | 1007           | 1080         | 2006年6月15日  | 2011年5月3日   | 2011年8月7日  |              |

## 註
1. ↑  “Nuclear Power Reactor Details - LINGAO 1”. Power Reactor Information System (PRIS).  International Atomic Energy Agency. 2010年7月18日閲覧。[リンク切れ]
2. ↑  “Fuel loading starts at new Chinese reactor”. World Nuclear News. (2010年4月22日) 2010年7月18日閲覧。
3. ↑  “Reactor starts up at Ling Ao II”. World Nuclear News. (2010年6月11日) 2010年7月18日閲覧。
4. ↑  “First power at China's Ling Ao”. Nuclear Engineering International. (2010年7月16日).  オリジナルの2011年6月13日時点におけるアーカイブ。 2010年7月17日閲覧。
5. ↑  “New Ling Ao II unit enters into service”. World Nuclear News. (2010年9月27日) 2010年10月2日閲覧。
6. ↑  “Second Ling Ao II unit enters service”. World Nuclear News. (2011年8月8日) 2012年12月12日閲覧。
7. ↑  Power Reactor Information System der IAEA: „China, People's Republic of: Nuclear Power Reactors“ (englisch)